# Microvolontariato
Il microvolontariato è una forma di volontariato che fa riferimento ad un compito realizzato da un volontario o un gruppo di volontari sia online con un dispositivo connesso ad internet, sia offline in piccoli intervalli di tempo a favore di una organizzazione non-profit, di beneficenza o non governativa. Di solito non richiede un periodo di formazione, ma solo pochi minuti o poche ore per essere portato a termine e non richiede necessariamente un impegno continuo da parte del volontario.
Anche se il microvolontariato era già praticato in modo più o meno informale con organizzazioni non-profit da volontari per compiti che richiedono poco tempo e un basso livello di difficoltà via internet è stata l'azienda di San Francisco chiamata The Extraordinaries attiva nel sociale prima con la sua piattaforma www.sparked.com ora www.skillsforchange.com (che consente l'incontro e la collaborazione di volontari professionisti da un lato e fondazioni ed enti non-profit dall'altro) fondata nel 2008 che ha reso popolare questa forma di volontariato nei primi anni del 2009.
Il servizio di volontariato in linea delle Nazioni Unite riunisce volontari e le organizzazioni che lavorano per lo sviluppo umano sostenibile. Volontari online forniscono competenze e le abilità che aiutano le organizzazioni ad affrontare queste sfide dello sviluppo. Volontari online possono essere professionisti, studenti, casalinghe, anziani, persone con disabilità e gli espatriati. Essi possono risiedere in qualsiasi parte del mondo, perché forniscono il supporto online, ma condividono un fermo impegno a contribuire allo sviluppo. Inaugurato nel 2000, il servizio di Volontariato in Linea delle Nazioni Unite, ha attirato rapidamente migliaia di persone disposte a diventare volontario online per aiutare le organizzazioni che lavorano per lo sviluppo. Dei 10.887 volontari online mobilitati nel 2014, il 60% erano donne e il 61% aveva meno di 30 anni, il 60% proveniva da paesi in via di sviluppo e il 2% si definisce con una disabilità. La maggior parte dei compiti assegnati a 16.134 volontari nel 2014 legati all'istruzione (21%), mentre quelli relativi a questioni di governance e dei diritti umani ha rappresentato il 14%.
Una delle prime volte che il termine microvolontariato ha fatto la sua apparizione è stato il 9 maggio del 2006 in una risposta ad un post di un blog sulla piattaforma inglese: mySociety. Un sito di microvolontariato spagnolo Microvoluntarios.org ha registrato per primo il vocabolo come nome di dominio il 27 novembre 2006. Microvoluntarios ha creato la prima piattaforma funzionante accessibile pubblicamente ed on-line di microvolontariato nel maggio 2008 poco tempo dopo la prima applicazione per mobile phone di microvolontariato fu presentata ad una competizione pubblica di Google Android.
Attualmente molte sono le declinazioni usate del termine:
- "Azioni facili e veloci a favore di una causa benefica" (Help From Home Archiviato il 31 luglio 2013 in Internet Archive.);
- "Comodo in crowdsource e gestito in rete" (Sparked)
- "Partecipare volontariamente giorno-per-giorno ad azioni che impegnano solo una piccola quantità di tempo" (Student Volunteer Connections);

Una sintesi dei recenti lavori di ricerca, articoli e guide può essere trovato su: Third Sector Knowledge Portal Archiviato il 19 aprile 2013 in Archive.is.